# Ordini di grandezza (temperatura)
Per rendere più immediato il confronto fra i diversi ordini di grandezza della temperatura, questa pagina contiene alcuni esempi di temperature comprese fra lo Zero assoluto 0 K e 1027 K (1 K).

## 1 E−12 K (1 pK)
- 100 pK (2,5×10−10 K) — Temperatura più bassa mai prodotta, nel corso di un esperimento sull'ordinamento magnetico nucleare presso il Laboratorio delle Basse Temperature dell'Università di Helsinki.
- 450 pK (4,5×10−10 K) — Temperatura più bassa mai prodotta in laboratorio per un condensato di Bose-Einstein, presso il MIT, sfruttando del sodio gassoso.

## 1 E−3 K (1 mK)
- 0,95 K — Punto di fusione dell'elio.

## 1 E0 K (1 K)
- 1 K — Temperatura della nebulosa Boomerang, l'ambiente naturale più freddo conosciuto.
- 2,726 K — Temperatura della radiazione cosmica di fondo che permea l'universo.
- 4,1 K — Punto di superconduttività del mercurio.
- 4,22 K — Punto di ebollizione dell'elio.
- 5,19 K — Temperatura critica dell'elio.
- 7,2 K — Punto di superconduttività del piombo.
- 9,3 K — Punto di superconduttività del niobio.

## 1 E1 K (1 DaK)
- 14,01 K — Punto di fusione dell'idrogeno.
- 20,28 K — Punto di ebollizione dell'idrogeno.
- 33 K — Temperatura critica dell'idrogeno.
- 44 K — Temperatura superficiale media di Plutone.
- 53 K — Temperatura superficiale media di Nettuno.
- 68 K — Temperatura superficiale media di Urano.
- 77,35 K — Punto di ebollizione dell'azoto.
- 90,19 K — Punto di ebollizione dell'ossigeno.
- 92 K — Punto di superconduttività dell'Y-Ba-Cu-ossido.

## 1 E2 K (1 hK)
- 125 K — Punto di superconduttività del Tl-Ba-Cu-ossido.
- 138 K — Punto di superconduttività del Hg-Tl-Ba-Ca-Cu-ossido.
- 143 K — Temperatura superficiale media di Saturno.
- 152 K — Temperatura superficiale media di Giove.
- 164 K — Registrare la temperatura più bassa sulla Terra, nella stazione Vostok in Antartide
- 184 K — Temperatura minima mai registrata sulla Terra.
- 194,6 K — Punto di sublimazione del diossido di carbonio (ghiaccio secco).
- 210 K — Temperatura superficiale media di Marte.
- 234,32 K — Punto di fusione del mercurio.
- 255,37 K — Temperatura minima di una soluzione di ghiaccio e brina secondo Fahrenheit.
- 273,15 K — Punto di fusione dell'acqua.
- 273,16 K — punto triplo dell'acqua
- 287 K — Temperatura superficiale media della Terra.
- 293,15 K — Temperatura ambiente. Temperatura di riferimento per le misurazione geometriche secondo la standard ISO 1.
- 310 K — Temperatura media del corpo umano.
- 323 K — Registra la temperatura corporea più alta mai raggiunta da un essere umano
- 331 K — Temperatura massima mai registrata sulla Terra.
- 373,15 K — Punto di ebollizione dell'acqua.
- 400 K — Temperatura massima sulla punta di un Concorde.
- 452 K — Temperatura media superficiale di Mercurio.
- 600,65 K — Punto di fusione del piombo.
- 603,15 K — Temperatura critica approssimativa dell'acqua
- 737 K — Temperatura media superficiale di Venere.
- 933,47 K — Punto di fusione dell'alluminio.

## 1 E3 K (1 kK)
- 1 808 K — Punto di fusione del ferro.
- 2 000 K — Temperatura media di una stella di tipo M
- 2 013 K — Punto di ebollizione del piombo.
- 3 000 K — Temperatura media di una stella di tipo K
- 3 683 K — Punto di fusione del tungsteno.
- 3 925 K — Punto di sublimazione del carbonio.
- 5 000 K — Temperatura media di una stella di tipo G
- 5 780 K — Temperatura superficiale media del Sole.
- 5 828 K — Punto di ebollizione del tungsteno.
- 6 000 K — Temperatura media dell'Universo 300 000 anni dopo il Big Bang.
- 7 000 K — Temperatura media di una stella di tipo F

## 1 E4 K
- 11 604,5 K — Temperatura alla quale l'energia cinetica media di una molecola è pari ad un elettronvolt.
- 15 000 K — Temperatura media di una stella di tipo A
- 20 000 K — Temperatura media di una stella di tipo B
- 25 000 K — Temperatura media dell'Universo 10 000 anni dopo il Big Bang.
- 30 000 K — Temperatura media di una stella di tipo O

## 1 E5 K
- 300 000 K — Stima della temperatura percepibile a 17 metri di distanza dal luogo dell'esplosione di Little Boy, la bomba atomica che colpì Hiroshima nel corso della seconda guerra mondiale.

## 1 E6 K (1 MK)
- 2×106 K (2 MK) — Temperatura media di una stella di neutroni[senza fonte]
- 5×106 K (5 MK) — Temperatura media della corona solare.
- 1,36×107 K (13,6 MK) — Temperatura del nucleo solare.
- Circa 108 K (100 MK) — Temperatura necessaria per la fusione nucleare controllata.

## 1 E9 K (1 GK)
- 109 K (1 GK)— Temperatura media dell'Universo 100 secondi dopo il Big Bang.
- 1010 K (10 GK) — Temperatura del nucleo di una supernova in esplosione.
- 1010 K (10 GK) — Temperatura media dell'Universo un secondo dopo il Big Bang.

## 1 E12 K (1 TK)
- 1012 K (1 TK) — Temperatura media di una stella di preon[senza fonte]
- 1,9×1012 K (1,9 TK) — La materia di quark subisce una transizione di fase dagli adroni a un plasma di quark e gluoni.
- 1013 K (10 TK) — Temperatura media dell'Universo 0,0001 secondi dopo il Big Bang.

## 1 E27 K (1 XK)
- Circa 1027 K (1 XK) — Temperatura media dell'Universo 10−35 secondi dopo il Big Bang. Si tratta della temperatura approssimata alla quale la simmetria prevista dalla Teoria della grande unificazione è rotta.

## 1 E30 K (1 WK)
- 1,4×104599236 K (140 WK) — Temperatura media dell'Universo 5 × 10−44 secondi dopo il Big Bang. Si tratta della temperatura di Planck.